# Williams Connection Football Club
Actualités
Le W Connection est un club de football trinidadien basé à San Fernando à et fondé en 1986. Il évolue en TT Premier Football League, le championnat professionnel de Trinité-et-Tobago.

## Histoire
En 1986, les deux frères David John et Patrick John Williams créé le W Connection Sports Club à San Fernando, pour disputer des matchs de gala.
Avec la création de la TT Pro League en 1999, le club devient professionnel et se voit rebaptisé W Connection FC.

## Palmarès
- CFU Club Championship (3)
  - Vainqueur : 2002, 2006, 2009
  - Finaliste : 2000, 2001, 2003, 2012

- Championnat de Trinité-et-Tobago (6) 
  - Champion : 2000, 2001, 2005, 2011-2012, 2013-2014, 2018
  - Vice-champion : 2002, 2003, 2004, 2006, 2008, 2014-2015, 2016-2017, 2017

- Coupe de Trinité-et-Tobago (5) 
  - Vainqueur : 1999, 2000, 2002, 2014, 2017
  - Finaliste : 2003, 2008

- Coupe FCB de Trinité-et-Tobago (6) 
  - Vainqueur : 2001, 2004, 2005, 2006, 2007, 2008
  - Finaliste : 2002, 2003

- Coupe Pro Bowl de Trinité-et-Tobago (4)
  - Vainqueur : 2001, 2002, 2004, 2007
  - Finaliste : 2005, 2006, 2011

- Coupe Toyota Classic de Trinité-et-Tobago (1)
  - Vainqueur : 2005

- Coupe Goal Shield de Trinité-et-Tobago (1)
  - Vainqueur : 2009

## Anciens joueurs
- Daneil Cyrus (2012-2016)
- Jonathan Faña (2006-2009)
- Randolph Jerome (2005)
- Joevin Jones (2009-2014)
- Kenwyne Jones (2002-2004)
- Silvio Spann
- Lovel Palmer (2004)
- Stefano Rijssel (2012-2014)
- Jan-Michael Williams (2003-07 & 2009-13)
- Mekeil Williams (2011-2015)
- Pernal Williams (2010-2013)
- Earl Jean